# Sci alpino ai VI Giochi paralimpici invernali
Per lo sci alpino ai VI Giochi paralimpici invernali di Lillehammer 1994 furono disputate 66 gare (46 maschili e 20 femminili).

## Medagliere
| Posizione | Paese         |    |    |    | Totale |
| --------- | ------------- | -- | -- | -- | ------ |
| 1         | Stati Uniti   | 24 | 9  | 8  | 39     |
| 2         | Germania      | 11 | 11 | 10 | 32     |
| 3         | Francia       | 9  | 4  | 8  | 21     |
| 4         | Austria       | 7  | 13 | 8  | 28     |
| 5         | Australia     | 3  | 2  | 4  | 9      |
| 6         | Nuova Zelanda | 3  | 0  | 3  | 6      |
| 7         | Norvegia      | 2  | 4  | 0  | 6      |
| 8         | Svizzera      | 2  | 3  | 2  | 7      |
| 9         | Svezia        | 2  | 1  | 1  | 4      |
| 10        | Spagna        | 1  | 6  | 3  | 10     |
| 11        | Canada        | 1  | 2  | 4  | 7      |
| 12        | Russia        | 1  | 0  | 1  | 2      |
| 13        | Italia        | 0  | 6  | 3  | 9      |
| 14        | Giappone      | 0  | 3  | 3  | 6      |
| 15        | Slovacchia    | 0  | 3  | 2  | 5      |
| 16        | Regno Unito   | 0  | 0  | 4  | 4      |
| 17        | Belgio        | 0  | 0  | 1  | 1      |
|           | Rep. Ceca     | 0  | 0  | 1  | 1      |
|           | Liechtenstein | 0  | 0  | 1  | 1      |
| Totale    | Totale        | 66 | 67 | 65 | 138    |

## Podi
Le gare erano divise in:
- Discesa libera: uomini - donne
- Supergigante: uomini - donne
- Slalom gigante: uomini - donne
- Slalom speciale: uomini - donne

Ogni evento era separato in In piedi, Seduti e Ipo o non vedenti:
- LW2 - in piedi: amputazione alla singola gamba sopra il ginocchio
- LW3 - in piedi: amputazione ad entrambe le gambe sotto il ginocchio, paralisi cerebrale lieve o danno equivalente
- LW4 - in piedi: amputazione alla singola gamba sotto il ginocchio
- LW5/7 - in piedi: doppia amputazione braccia
- LW6/8 - in piedi: amputazione al singolo braccio
- LW9 - in piedi: amputazione o menomazione equivalente di un braccio e di una gamba
- LWX - seduti: paraplegia con o nessuna funzione addominale superiore e nessun equilibrio di seduta funzionale
- LWXI - seduti: paraplegia con equilibrio di seduta corretto e funzionale
- LWXII - seduti: doppia amputazione delle gambe sopra il ginocchio o paraplegia qualche funzione della gamba e buon bilanciamento nello stare seduti
- B1 - ipo o non vedenti: nessuna funzione visiva
- B2 - ipo o non vedenti: funzione visiva dal 3 al 5%
- B3 - ipo o non vedenti: funzione visiva sotto il 10%

### Uomini
| Evento          | Classe                    | Oro                     | Argento                   | Bronzo |
| Discesa libera  |                           |                         |                           |        |
| B1-2            | Juan Carlos Molina Merlos | Stephane Saas           | Manuel Buendía            |        |
| B3              | Brian Santos              | Bruno Oberhammer        | Josef Erlacher            |        |
| LW1,3           | Bernard Baudean           | Jozef Mistina           | Peter Poetscher           |        |
| LW2             | Greg Mannino              | Alexander Spitz         | Michael Milton            |        |
| LW4             | Rik Heid                  | Hans Burn               | James Lagerstrom          |        |
| LW5/7           | Gerd Schoenfelder         | Cato Zahl Pedersen      | Jean-Luc Jiguet           |        |
| LW6/8           | Hannes Huettenbrenner     | Meinhard Tatschl        | Lionel Brun               |        |
| LW9             | Tristan Mouric            | James Patterson         | Arno Hirschbuehl          |        |
| LWX             | Chris Waddell             | Helmut Wolf             | Takashi Kurosu            |        |
| LWXI            | Wendl Eberle              | William Bowness         | James Barker              |        |
| LWXII           | Ludovic Rey-Robert        | Daniel Cederstam        | Karl Lotz                 |        |
| Supergigante    |                           |                         |                           |        |
| B1              | David Sundstroem          | Vicente Garcia Salmeron | Willy Mercier             |        |
| B2              | Stephane Saas             | Manuel Buendia          | Juan Carlos Molina Merlos |        |
| B3              | Brian Santos              | Bruno Oberhammer        | Richard Burt              |        |
| LW1/3           | Alexei Moshkine           | Bernard Baudean         | Jozef Mistina             |        |
| LW2             | Greg Mannino              | Alexander Spitz         | Michael Milton            |        |
| LW4             | Patrick Cooper            | Rik Heid                | Hans Burn                 |        |
| LW5/7           | Cato Zahl Pedersen        | Gerd Schoenfelder       | Jean-Luc Jiguet           |        |
| LW6/8           | Frank Pfortmueller        | Rolf Heinzmann          | Lionel Brun               |        |
| LW9             | Tristan Mouric            | Arno Hirschbuehl        | Eberhard Seischab         |        |
| LWX             | Chris Waddell             | Helmut Wolf             | Matthew Stockford         |        |
| LWXI            | Michael Norton            | Michael McDougal        | William Bowness           |        |
| LWXII           | Stacy William Kohut       | Paul Bluschke           | Karl Lotz                 |        |
| Slalom gigante  |                           |                         |                           |        |
| B1              | Roy Boesiger              | Franz Czuk              | Leopold Ertl              |        |
| B2              | Stephane Saas             | Manuel Buendia          | Gerhard Pscheider         |        |
| B3              | Brian Santos              | Bruno Oberhammer        | Richard Burt              |        |
| LW1/3           | Bernard Baudean           | Jozef Mistina           | Alexei Moshkine           |        |
| LW2             | Michael Milton            | Alexander Spitz         | Greg Mannino              |        |
| LW4             | Rik Heid                  | James Lagerstrom        | Patrick Cooper            |        |
| LW5/7           | Cato Zahl Pedersen        | Gerd Schoenfelder       | Jean-Luc Jiguet           |        |
| LW6/8           | Frank Pfortmueller        | Meinhard Tatschl        | Hannes Huettenbrenner     |        |
| LW9             | Eberhard Seischab         | Tristan Mouric          | James Patterson           |        |
| LWX             | Chris Waddell             | Takashi Kurosu          | Reinhold Sager            |        |
| LWXI            | John Davis                | Ryuei Shinohe           | David Munk                |        |
| LWXII           | Paul Bluschke             | Karl Lotz               | Alain Marguerettaz        |        |
| Slalom speciale |                           |                         |                           |        |
| B1-2            | Stephane Saas             | Manuel Buendia          | Josef Gmeiner             |        |
| B3              | Brian Santos              | Bruno Oberhammer        | Manfred Perfler           |        |
| LW1/3           | Chris Devlin-Young        | Jozef Mistina           | Kevin O'Sullivan          |        |
| LW2             | Alexander Spitz           | Michael Milton          | Monte Meier               |        |
| LW4             | Patrick Cooper            | Ewald Vogl Rik Heid     |                           |        |
| LW5/7           | Gerd Schoenfelder         | Josef Orlitsch          | Niko Moll                 |        |
| LW6/8           | Meinhard Tatschl          | Jeremy Babcock          | Stanislav Loska           |        |
| LW9             | Arno Hirschbuehl          | Tristan Mouric          | Eberhard Seischab         |        |
| LWX             | Chris Waddell             | Reinhold Sager          | Takashi Kurosu            |        |
| LWXI            | Michael Norton            | Ryuei Shinohe           | William Bowness           |        |
| LWXII           | Ludovic Rey-Robert        | Thomas Weiss            | Toshihiko Takamura        |        |

### Donne
| Evento          | Classe            | Oro                   | Argento               | Bronzo |
| Discesa libera  |                   |                       |                       |        |
| B1-2            | Joanne Duffy      | Magda Amo             | Izaskun Manuel Llados |        |
| LW2             | Sarah Billmeier   | Helga Erhart          | Beate Salen           |        |
| LW3/4           | Reinhild Möller   | Renate Hjortland      | Lana Spreeman         |        |
| LW6/8           | Nancy Gustafson   | Nadja Obrist          | Ramona Hoh            |        |
| LWX-XII         | Sarah Will        | Kelley Fox            | Gerda Pamler          |        |
| Supergigante    |                   |                       |                       |        |
| B1-2            | Gabriele Huemer   | Elisabeth Kellner     | Joanne Duffy          |        |
| LW2             | Sarah Billmeier   | Beate Salen           | Adrienne Rivera       |        |
| LW3/4           | Reinhild Möller   | Renate Hjortland      | Lana Spreeman         |        |
| LW6/8           | Nancy Gustafson   | Nadja Obrist          | Dagmar Vollmer        |        |
| LWX-XII         | Sarah Will        | Gerda Pamler          | Stephanie Riche       |        |
| Slalom gigante  |                   |                       |                       |        |
| B1-2            | Elisabeth Kellner | Gabriele Huemer       | Åsa Bengtsson         |        |
| LW2             | Adrienne Rivera   | Helga Erhart          | Annemie Schneider     |        |
| LW3/4           | Reinhild Möller   | Renate Hjortland      | Lana Spreeman         |        |
| LW6/8           | Nancy Gustafson   | Dagmar Vollmer        | Nadja Obrist          |        |
| LWX-XII         | Gerda Pamler      | Vreni Stoeckli        | Stephanie Riche       |        |
| Slalom speciale |                   |                       |                       |        |
| B1-2            | Åsa Bengtsson     | Izaskun Manuel Llados | Silvia Parente        |        |
| LW2             | Helga Erhart      | Sarah Billmeier       | Beate Salen           |        |
| LW3/4           | Reinhild Möller   | Lana Spreeman         | Carmen Haderer        |        |
| LW6/8           | Nancy Gustafson   | Ramona Hoh            | Marcela Misunova      |        |
| LWX-XII         | Sarah Will        | Kelley Fox            | Vreni Stoeckli        |        |